# Nemesis (DC Comics)
Nemesis è il nome di due personaggi immaginari dell'Universo DC. Thomas Andrew Tesser comparve per la prima volta in The Brave and the Bold n. 166 (settembre 1980) e fu creato da Cary Burkett e Dan Spiegle. Soseh Mykros comparve per la prima volta in JSA Annual n. 1 (ottobre 2000) e fu creato da David S. Goyer e Uriel Caton.

## Thomas Andrew Tresser

### Storia di pubblicazione
Il personaggio di Thomas Tresser fu creato dallo scrittore Cary Burkett nel 1979 e lo chiamò così per l'attore con cui condivideva una stanza nel New Hampshire. Il personaggio debuttò in una storia di rinforzo di otto pagine in The Brave and the Bold n. 166 (settembre 1980) scritto da Burkett e illustrato da Dan Spiegle.
Il personaggio comparve in uno dei numeri della serie limitata Final Crisis Aftermath, dal titolo Escape scritto da Ivan Brandon con illustrazioni di Marco Rudy. Nel 2010 fu il protagonista della miniserie Nemesis: The Impostors.

### Biografia del personaggio
Thomas Andrew Tresser è un vigilante, che divenne un operativo per il governo statunitense e un maestro del travestimento. Il suo costume standard era un dolcevita nero con il simbolo di una bilancia e una fondina sul petto.
Fu il candidato di un'agenzia governativa senza nome in cui suo fratello Craig era un agente sotto copertura infiltrato in un sindacato criminale chiamato "Il Consiglio". Craig fu sottoposto al lavaggio del cervello perché uccidesse il loro amico di famiglia Ben Marshall e fu poi ucciso per auto difesa da un collega. Tom divenne così "Nemesis", preferendo utilizzare un alias piuttosto che disonorare il nome della sua famiglia. Con l'assistenza di Batman, dichiarò il nome di suo fratello e vide morto l'uomo responsabile della sua morte.
Questo fu coperto in una serie di rinforzo in The Brave and the Bold n. 166 fino al n. 192, con alleanze con Batman nel n. 170 e nel n. 193.

### Suicide Squad
Nemesis sembrò venire ucciso in un incidente con un elicottero che uccise il leader del Consiglio, anche se si scoprì più avanti che sopravvisse, grazie ad Amanda Waller e Rick Flag. Quindi divenne uno dei membri non-criminali della Squadra Suicida come mezzo di pagamento di quello che percepì come un debito. Nemesis divenne un membro occasionale della Squad, aiutandoli di quando in quando, e si innamorò di uno dei loro membri, Nightshade.
Durante una missione a Mosca con la Suicide Squad, la squadra cercò di salvare Zoya Trigorin, ma la missione si dimostrò un fallimento in quanto la ragazza morì tra le sue braccia e lui fu preso prigioniero. Rick Flag e Nightshade misero in piedi una missione di salvataggio per il loro compagno, e vennero in contrasto con la Justice League of America per questo. Infine, nonostante le differenze, le due squadre lavorarono insieme e Nemesis poté fuggire grazie alla League. Nemesis continuò a lavorare con la Squad, ma lasciò il gruppo dopo un litigio con Amanda Waller. Ritornò brevemente qualche tempo dopo solo per aiutare a ritrovare il figlio rapito di Rick Flag e aiutare a smascherare una segreta cabala del governo, ma tutto questo complotto non fu mai risolto.
Tresser fu arruolato negli Shadow Fighters per battersi contro il criminale Eclipso. In origine fu l'unico sopravvissuto allo scontro che vide il massacro di tutti i suoi compagni. Continuò a combattere contro Eclipso in una squadra più piccola che incluse anche Nightshade e il manipolatore di materia Chunk. Nemesis e Chunk furono salvati dall'attacco di una bomba nucleare dai poteri di Nightshade.
Dopo che il suo coinvolgimento con la Suicide Squad e gli Shadow Fighters terminò, sembrò incontrare nuovamente la sua fine nelle pagine di Catwoman. In Superman Secret Files 2004, si scoprì che Nemesis era vivo e in buona salute, e impersonava Sarge Steel e lavorava per l'oscura Cabala. In più, nell'ultimo numero di Suicide Squad l'allora ex leader corrente Sgt. Rock si rivelò essere un impostore. Dati gli eventi di Superman Annual, "Rock" poteva essere stato Nemesis per alcune o tutte le comparse con la Squad. La storia di ciò che accadde a Nemesis tra la sua "morte" in Catwoman e la successiva ricomparsa in Superman Secret Files rimase ignoto.

### Un Anno Dopo
Nemesis fu visto di nuovo Un anno dopo gli eventi di Crisi infinita, aiutando l'agente governativo Diana Prince, Wonder Woman sotto copertura, nel salvataggio di Donna Troy da numerosi nemici della Amazzoni. Nemesis fu poi parte del nuovo Dipartimento degli Affari Metaumani di Sarge Steel.
Intorno a questo periodo, Nemesis aiutò a salvare la vita del secondo Maxi-Man, e poco dopo gli eventi di Amazons Attack!, Nemesis domandò la detenzione di Wonder Woman al D.A.M. e andò contro i loro ordini per salvarla. Svelò il piano della criminale Circe per ingannare il governo degli Stati Uniti perché attaccasero Themyscira sotto false pretese. Durante il contrattacco delle Amazzoni, fu punto da numerosi giganti calabroni killer dello Stige, nativi della nazione Amazzone. Wonder Woman rischiò la propria vita viaggiando fino a Themyscira per un antidoto e rimettere Nemesis in sesto.
Poco dopo, Nemesis fu di nuovo ferito in battaglia, mentre era ricoverato in ospedale Wonder Woman cominciò a fargli la corte, nella maniera Amazzone tradizionale. Dopo aver incontrato formalmente sua madre Ippolita, fu introdotto come membro della razza Amazzone nonostante fosse un maschio. Gli fu dato il titolo di Sir Thomas di Cleveland, e il rango di Guardia. Tom mise fine ad ogni potenziale relazione con Diana ad eccezione dell'amicizia una volta scoperto che lei non l'amava veramente ma invece voleva utilizzarlo per crearsi una famiglia.

### Recenti avventure
Nella storia Final Crisis Aftermath: Escape, Tresser fu rapito e "riprogrammato" dalla Global Peace Agency. Quindi ricomparve in Nemesis: The Imposters, battendosi con le false versioni dell'Universo DC.

## Soseh Mykros
Un secondo Nemesis debuttò in JSA Annual n. 1 (ottobre 2000).
Soseh Mykros era la figlia geneticamente programmata del leader del Consiglio (da non confondere con il Consiglio sopra menzionato), un gruppo terrorista che usò una volta l'eroe Paul Kirk, Manhunter. Originariamente operò come alleata della Justice Society of America e aiutò la squadra durante alcune avventure.
Infine si unì al gruppo di eroi/mine vaganti di Black Adam, un gruppo che, sebbene altruista, non aveva alcun problema nell'uccidere. Fu romanticamente coinvolta con il suo compagno di squadra Alexander Montez, un uomo che riuscì a imprigionare lo stesso demone Eclipso. Alex perse il controllo ed Eclipso uccise Soseh: Alex riuscì a riottenere il controllo soltanto suicidandosi per il dolore della perdita e per salvare vite altrui.

## Relazione tra Tresser e Mykros
Nella continuità DC, Mykros non sembrò avere nessuna connessione con Tresser ad eccezione del fatto che entrambi si batterono per o contro organizzazioni chiamate "Il Consiglio". Tresser fu ucciso al fine di permettere il debutto di Mykros in JSA Annual.
Quando in un'intervista gli fu chiesto cosa accadde a Nemesis (Tom Tresser), e perché fu ucciso in Catwoman n. 62, e se era vero che la sua morte era un mandato editoriale, lo scrittore di Catwoman Devin K. Grayson spiegò:
Non era in programma che morisse in Catwoman, ma io immaginai che se si trovava in quella via, la sua morte poteva essere maneggiata altrettanto da qualcuno a cui piaceva e che lo rispettava - cercai con grande fatica di mostrare quale grande personaggio fosse prima che lo uccidessi in quel modo così da assicurare che nessuno cambiasse idea, e poterlo riportare indietro senza molta fatica.
»

## In altri media
Nemesis (Thomas Andrew Tresser) comparve come personaggio di sfondo in numerosi episodi di Justice League Unlimited.
Debuttò nel primo episodio della serie Un nuovo arrivo e successivamente in un ruolo più importante in Cuore oscuro.